# Zakrzówek (Krakau)

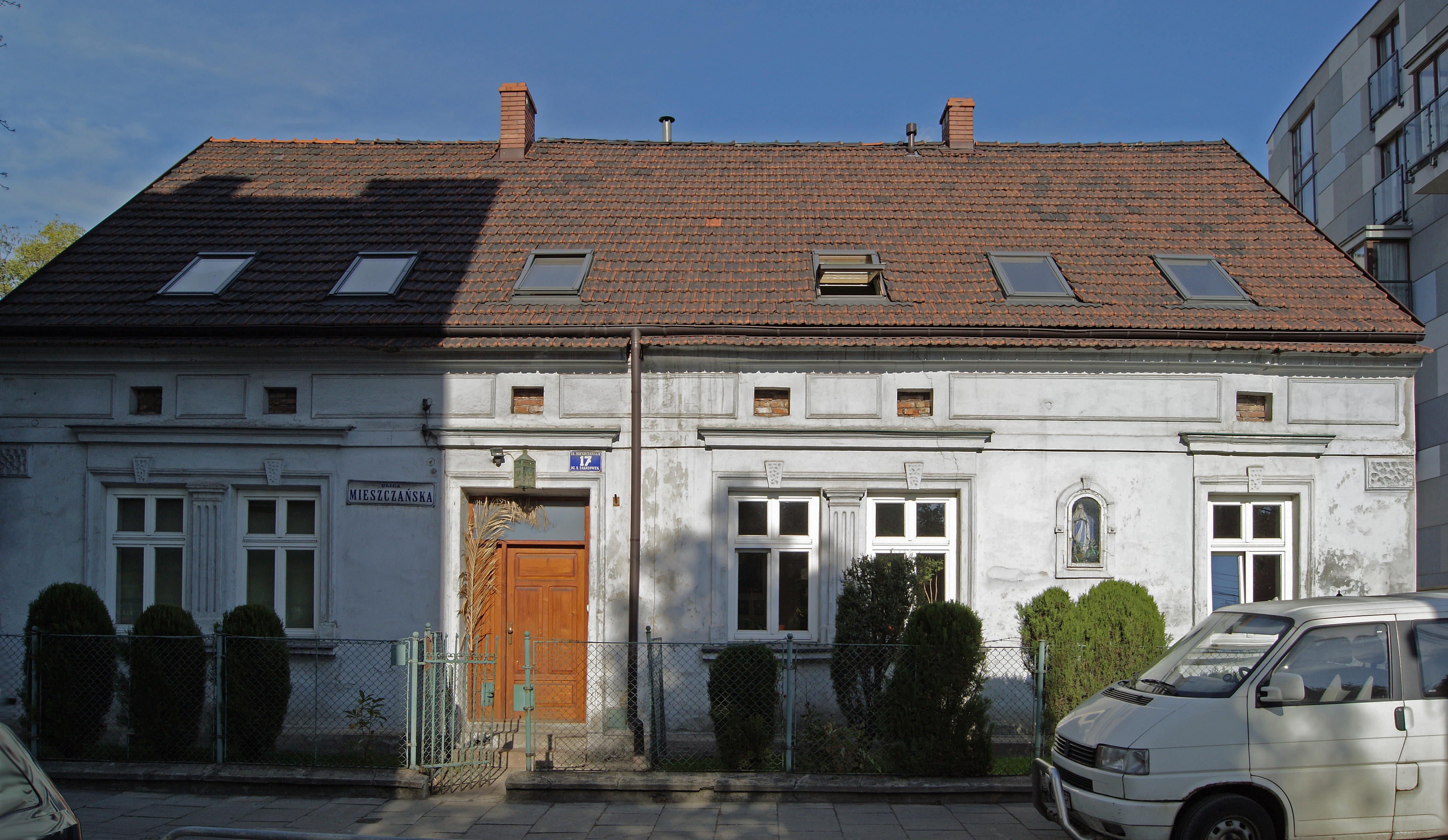
Das Haus des letzten Vogts von Zakrzówek

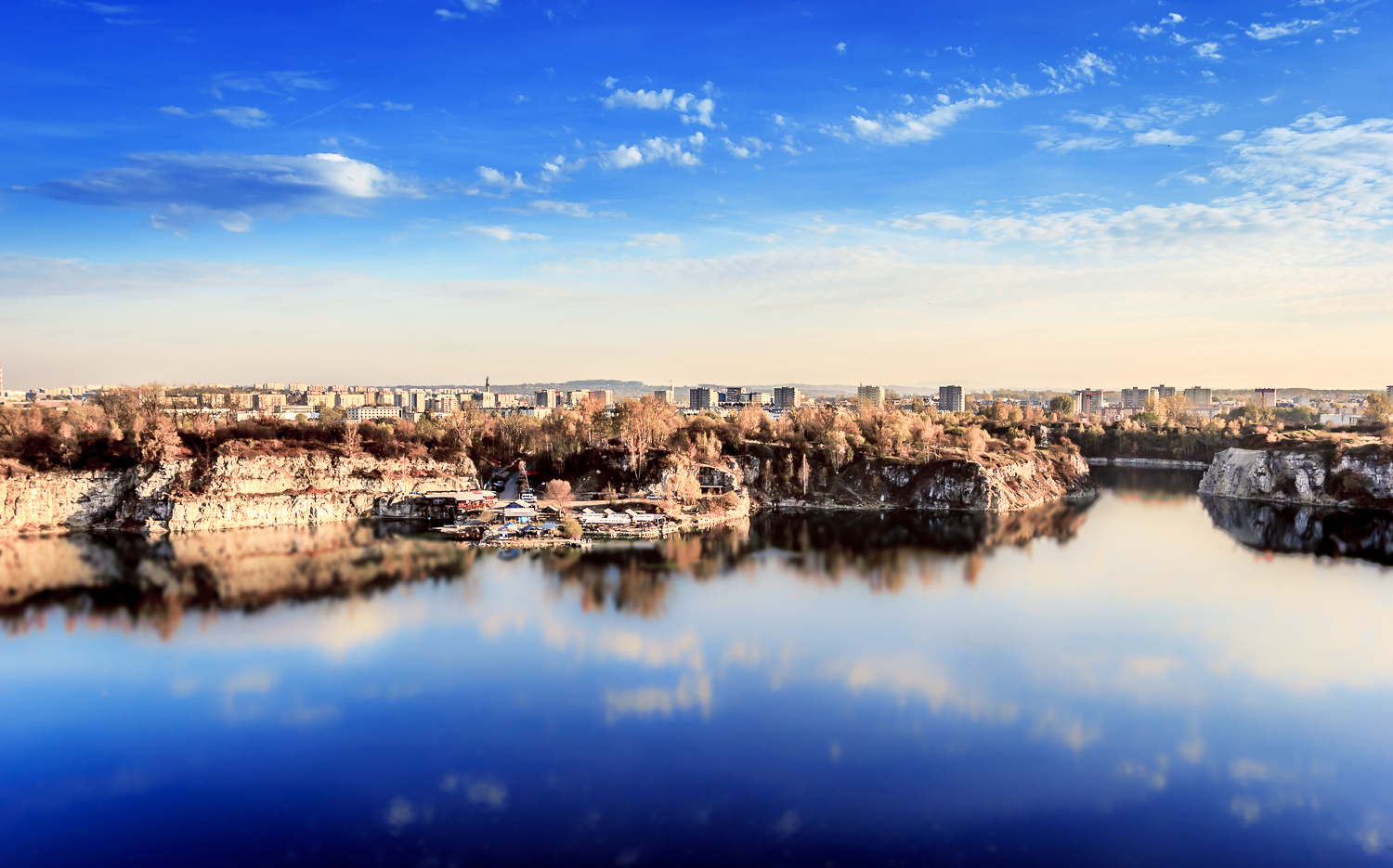
Jezioro Zakrzówek

Zakrzówek ist ein Stadtteil von Krakau im Verwaltungsbezirk Dębniki, südlich der Weichsel in Polen.

## Geschichte
Der Ort wurde im Jahr 1238 als Zacrew et altera Zacrew erstmals urkundlich erwähnt. Im Jahr 1281 folgte die Erwähnung von Zacrew Paruo, Jan Długosz nannte den Ort zwischen 1470 und 1480 Zakrzow, die heutige diminutive Form des topographischen (za krz(em) bzw. za krzew(em) – hinter Strauch/Busch [kierz/krzak]) Namens tauchte erst nach dem 16. Jahrhundert auf. In der zweiten Hälfte des 15. Jahrhunderts wurde ein Gutshof mit einem Vorwerk erbaut, der Anfang der Siedlung Kapelanka war.
Politisch zählte der Ort zunächst zum Königreich Polen (ab 1569 in der Adelsrepublik Polen-Litauen), Woiwodschaft Krakau, Kreis Szczyrzyc. Bei der ersten Teilung Polens kam Zakrzówek 1772 zum neuen Königreich Galizien und Lodomerien des habsburgischen Kaiserreichs (ab 1804). Nach der Aufhebung der Patrimonialherrschaften bildete es Zakrzówek eine Gemeinde im Bezirk Podgórze. Zu dieser Zeit bauten die Österreicher einige Befestigungen der Festung Krakau sowie einen Kaserne und der nordöstliche Teil des Orts entwickelte sich durch die Suburbanisierung zu einer Vorstadt von Podgórze bzw. nach der Eröffnung einer Holzbrücke über die Weichsel im Jahr 1887 von Krakau.
Im Jahr 1900 verfügte die Landgemeinde Zakrzówek mit dem Ortsteil Kapelanka über eine Fläche von 228 Hektar mit 113 Häusern und 1534 Bürgern, davon waren alle Einheimischen polnischsprachig (1270). Die Mehrheit der anwesenden Bevölkerung war römisch-katholisch (1500), im Dorf lebten außerdem 22 Juden und das Militärpersonal (276 Personen: 106 Deutschsprachige, 140 anderer Sprache). Am 1. April 1910 wurde die Gemeinde nach Krakau eingemeindet.
Im Jahr 1921 hatte der Stadtteil X. Zakrzówek 174 Gebäude mit 2154 Einwohnern.
Im örtlichen Kalksteinbruch der Sodafabrik Solvay arbeitete im Zweiten Weltkrieg Karol Józef Wojtyła, später der Papst Johannes Paul II. Nach dem Jahr 1957 wurde er überflutet und nach 1989 wurden die Ufer des Jezioro Zakrzówek (umgangssprachlich auch Zalew [Stausee] Zakrzówek) zu einem Ruheplatz der Stadtbewohner und der Zalew wurde auch zum Tauchen benutzt.